# 금릉군 (선거구)
금릉군은 대한민국의 옛 국회의원 선거구이다. 당시 경상북도 금릉군 지역을 관할했다.

## 역사
1949년 8월, 김천군 김천읍이 김천시로 승격되었다. 이에 김천군 잔여 지역은 금릉군으로 개칭되었다. 이에 제2대 국회의원 선거를 앞두고 금릉군 전 지역을 관할하는 선거구로 신설되었다.
제6대 국회의원 선거를 앞두고 김천시 선거구와 통합되면서 김천시·금릉군 선거구를 이루게 됨에 따라 폐지되었다.

## 역대 국회의원
| 선거   | 정당 | 정당   | 의원   |
| ------ | ---- | ------ | ------ |
| 1950년 |      | 무소속 | 여영복 |
| 1954년 |      | 자유당 | 김철안 |
| 1958년 |      | 자유당 | 김철안 |
| 1960년 |      | 무소속 | 우돈규 |

## 역대 선거 결과

### 대한민국 제2대 국회의원 선거
|  | 19.19% |

|  | 15.56% |

|  | 14.99% |

|  | 14.52% |

|  | 11.14% |

|  | 8.41% |

|  | 6.25% |

|  | 5.08% |

|  | 3.60% |

|  | 1.21% |

### 대한민국 제3대 국회의원 선거
|  | 39.45% |

|  | 17.10% |

|  | 16.88% |

|  | 15.50% |

|  | 7.26% |

|  | 2.16% |

|  | 1.61% |

### 대한민국 제4대 국회의원 선거
|  | 38.99% |

|  | 37.80% |

|  | 13.73% |

|  | 9.46% |

### 대한민국 제5대 국회의원 선거
|  | 24.48% |

|  | 13.10% |

|  | 8.96% |

|  | 8.50% |

|  | 7.93% |

|  | 7.06% |

|  | 5.18% |

|  | 5.09% |

|  | 4.63% |

|  | 4.35% |

|  | 3.69% |

|  | 3.65% |

|  | 3.33% |